# 前借金
前借金（ぜんしゃくきん、通称:まえがりきん）とは、一定の労働に就業し、その対価を返済に充てることを条件とし、当該労働から離れるには全額の返済を要する性質を有する金銭消費貸借を言う。

## 問題点
前借金は、未成年子女の親に金員を支払い、子を一定期間労働に出すという年季奉公の形で人身売買だと分かりづらくするために機能した。
一見、消費貸借に対して労働対価により返済を行うもので正当なものに見えるが、多くは住み込み労働を強いられ、休暇休息等労働条件は劣悪であり、居住費・食事代なども、明示黙示に労働対価から差し引かれたため、労働者に支払われる対価はわずかであった。また、住み込み労働等においては支出・収入の内訳が不分明であって、価格が正当なものであったか評価が困難で、労働搾取の疑念があった。
人権意識の高まりとともに、日本においては、勤労権（労働基本権）・職業選択の自由・居住移転の自由などを侵害する慣行として、法による規制や法の保護対象から除外するなどの対応がとられている。

## 労働法
労働基準法第17条は、「使用者は、前借金その他労働することを条件とする前貸の債権と賃金を相殺してはならない」と前借金と賃金の相殺禁止を定める。金銭貸借関係と労働関係とを完全に分離し、金銭貸借関係に基づく身分的拘束を防止する趣旨である。一方、前借金自体を禁止・無効とするものではない。

## 前借金無効
一般の労働契約と異なり婦女子に関する芸娼妓契約・酌婦契約に関しては、一般の労働契約に比べ、明示的・暗黙的に売春の強制を伴うものであって、倫理的な不適正が意識され、明治時代において既に、芸娼妓契約等の無効（契約期間中に廃業しても違約金等は発生しない）は判例として確立していたが、芸娼妓契約等に伴う前借金は有効なものとするのも判例であった。これは、前借金まで無効とすると、前借金を踏み倒し、あちこちで繰り返し娘を売る親の存在を認めることとなることに対する懸念もあった。この結果、前借金の返済義務があることで、芸娼妓契約等が無効であるにもかかわらず事実上芸娼妓等をやめることが困難となるという不備は存在した。
戦後、人権思想の進展を受けて、1955年（昭和30年）、最高裁判所は、前借金は酌婦としての稼働とは密接に関連して互に不可分の関係にあることを認定し、契約の無効をもたらすと判示し、従来の判例理論などを改めることを宣言した。また、本件判決は、民法第90条（公序良俗）違反を理由として本件消費貸借および連帯保証契約を無効と判断するとともに、既交付の金員については民法第708条(不法原因給付)を適用し、不法原因が受益者すなわち前借金の債務者側についてのみ存在したものとはいえないとして、不当利得を根拠とする前借金の貸主の返還請求権利も否定した。